# 24-Stunden-Rennen auf dem Nürburgring 1982

Streckenführung für das 24-Stunden-Rennen bis 1982

Das 11. 24-Stunden-Rennen auf dem Nürburgring fand vom 2. auf den 3. Oktober 1982 auf dem Nürburgring statt.

## Rennergebnis
Nach 1979, 1980 und 1981 gewann 1982 zum vierten Mal in Folge ein Fahrzeug der Marke Ford das 24-Stunden-Rennen auf dem Nürburgring. Erneut gewann ein Capri 3.0, der vom renommierten Ford-Tuner Eichberg für das Gilden Kölsch Racing Team vorbereitet wurde. Neben Vorjahressieger Dieter Gartmann saßen 1982 auch Klaus Ludwig und Klaus Niedzwiedz im Capri. Ludwig und Niedzwiedz fuhren 1982 in der DRM den Breitbau-Capri der Gruppe 5 von Zakspeed mit Turboaufladung, Ludwig gewann in der Vorsaison den Fahrertitel in der DRM. Platz zwei ging an die Gewinner von 1980 Dieter Selzer und Matthias Schneider mit Holger Soltwedel als drittem Fahrer im Escort RS2000 von Autoindustrie Saarbrücken. Den dritten Platz belegte der Opel Kadett GT/E von Mich Opel Tuning mit Karl-Heinz Schäfer, Volker Strycek und Karl-Heinz Gürthler am Steuer.
Die Siegermannschaft fuhr 138 Runden und legte 3151,23 km zurück. Von den 152 gestarteten Fahrzeugen wurden 94 gewertet.

## Rennverlauf
Mit Ari Vatanen und Keke Rosberg waren die Weltmeister der Rallye-Weltmeisterschaft 1981 bzw. der Formel-1-Weltmeisterschaft 1982 mit am Start, die gemeinsam mit Dieter Schäfer im gleichen Fahrzeug wie die Sieger – einem Ford Capri 3.0 des Gilden Kölsch Racing Team ins Rennen gingen. Das Trio kam jedoch nicht ins Ziel und musste das Rennen nach 68 gewerteten Runden beenden.
Gartmann, Ludwig und Niedzwied feierten einen ungefährdeten Start-Ziel-Sieg und beendeten das Rennen mit drei Runden Vorsprung. Der Escort RS2000 von Brauneiser Renntechnik lag lange noch gut im Rennen, bei einsetzendem Regen in der 17. Stunde des Rennens verunfallte Olaf Manthey jedoch, die Mannschaft musste das Rennen nach 99 gewerteten Runden vorzeitig beenden.

## Streckenführung
1982 wurde zum letzten Mal auf einer ursprünglichen Streckenführung des Nürburgrings gefahren. Neben der Nordschleife war dies nur die „Betonschleife“ genannte Start-und-Ziel-Schleife.